# Ahmad al-Abbas
Aḥmad al-ʿAbbās (in arabo أحمد العباس‎?; ... – 1659) fu un sultano del Marocco (anche se il suo potere era esteso alla sola regione di Marrakesh) e l'ultimo sovrano della dinastia sa'diana. Era figlio del sultano Muhammad al-Shaykh al-Saghir. Salì al trono dopo la morte del padre, avvenuta il 30 gennaio 1655, regnando fino al 1659, anno del suo assassinio.

## Biografia
A causa di un'alleanza matrimoniale, la tribù di origine hilaliana degli Shabana aveva una sorta di egemonia nella regione di Marrakesh. La tribù aveva per anni svolto importanti servizi militari per la dinastia sa'diana, e con l'aumento del proprio potere crebbe anche la sua ambizione. Nel 1658, il capo della tribù Abū Bakr al-Shabānī assediò Marrakesh per mesi, ma quest'ultima venne ben difesa dall'esercito del sultano, composto da mercenari turchi, rinnegati europei e schiavi neri. Un anno dopo, su consiglio di sua madre, Aḥmad uscì dalla città e andò a parlare con i fomentatori della rivolta, che erano i suoi zii materni, ma una volta che arrivò da loro venne fatto prigioniero e assassinato. Abū Bakr al-Shabānī entrò a Marrakesh senza incontrare resistenze e nominò sultano il proprio figlio ʿAbd al-Karīm b. Abī Bakr al-Shabānī.

Quest'ultimo regnò su Marrakesh fino alla propria morte, avvenuta nel luglio del 1668. Gli succedette il figlio Abū Bakr b. ʿAbd al-Karīm, che regnò sulla città fino al 1669, quando la città venne assediata e conquistata da Mulay al-Rashid ibn ʿAlī al-Sharīf della dinastia alawide.
Al-Rashīd fece bruciare pubblicamente il governatore Abū Bakr, il suo consigliere ebraico e tutta la famiglia di quest'ultimo.